# محمد الخراشی
محمد الخراشی (انگلیسی: Mohammed Al-Kharashy؛ زادهٔ ۱ ژوئیهٔ ۱۹۵۶) بازیکن و مربی فوتبال اهل عربستان سعودی بود.
از باشگاه‌هایی که در آن بازی کرده است می‌توان به باشگاه فوتبال الهلال اشاره کرد. وی در سه مقطع زمانی، ۱۹۹۴، ۱۹۹۵ و ۱۹۹۸ سرمربی تیم ملی فوتبال عربستان سعودی بوده است.